# Karel Schummelketel
Karel Schummelketel   (Breda, 24 de setembre de 1897 - Harderwijk, 8 de gener de 1981) va ser un militar i genet neerlandès, que va competir durant la dècada de 1930.
El 1932 va prendre part en els Jocs Olímpics de Los Angeles, on va disputar dues proves del programa d'hípica, amb el cavall Duiveltje. Va guanyar la medalla de plata en la prova del concurs complet per equips, mentre en la del concurs complet individual fou sisè.
Schummelketel es graduà a l'escola de Cadets d'Alkmaar i posteriorment va continuar la seva educació militar a la Royal Military Academy de Breda. Entre 1920 i 1928 serví com a tinent de cavalleria a les Índies Orientals Neerlandeses i posteriorment exercí d'instructor d'equitació a l'Escola Militar. A finals de la dècada de 1930 tornà a les Índies Holandeses, on fou fet presoner durant la Segona Guerra Mundial. El 1950 tornà als Països Baixos després que Indonèsia aconseguís la independència. Fou fundador i director (1969–72) del Centre Eqüestre Holandès (NHB) a Deurne.